# Central do Brasil
Central do Brasil är en brasiliansk-fransk dramafilm från 1998 i regi av Walter Salles. 

## Handling
Dora är en pensionerad lärare som blivit bitter. För att få in extra pengar jobbar hon på Central do Brasil, Rio de Janeiros största järnvägsstation, där hon skriver brev åt icke skrivkunniga kunder. Josué är en nioårig pojke som aldrig träffat sin far, men hoppas kunna göra det. Hans mamma skickar brev till hans far via Dora, där hon säger att hon hoppas att de ska kunna återförenas snart. Då hon omkommer i en tragisk olycka blir Josué hemlös och Dora tar honom då till ett tvivelaktigt par. Men hon ångrar sig och kommer på bättre tankar och bestämmer sig för att hjälpa pojken att finna sin far.

## Utmärkelser
Central do Brasil vann Guldbjörnen vid Filmfestivalen i Berlin 1998.
Filmen Oscarsnominerades i klasserna bästa kvinnliga huvudroll och bästa icke engelskspråkiga film men vann inget av priserna.